# Аль Бано
Аль Ба́но (итал. Al Bano, настоящее имя Альба́но Антонио Карри́зи (итал. Albano Antonio  Carrisi; род. 20 мая 1943, Челлино-Сан-Марко, Апулия) — итальянский эстрадный певец.

## Биография

### Детство и юность
Альбано Антонио Карризи родился в семье крестьян Кармелло и Иоаланды Карризи. Отец Альбано во время Второй мировой войны был в Албании и в память об этом дал сыну имя Ал(ь)бано (Albano) (Албанец), хотя такого имени в итальянском языке не существует. Позже Альбано разделил своё имя на Аль Бано, которое и стало его сценическим псевдонимом.
Трудности жизни мальчику скрашивала любовь к музыке и пению.
В возрасте 12 лет Альбано сочинил свою первую песню Addio Sicilia («Прощай, Сицилия»), которую, кстати, так и не записал на пластинки впоследствии.
В 16 лет Аль Бано покидает свой родной дом и направляется в Милан, уже тогда твёрдо решив стать певцом.
Первые годы в Милане Аль Бано работал официантом, поваром, рабочим на конвейере.

### Первые пять лет карьеры (1965-1970)

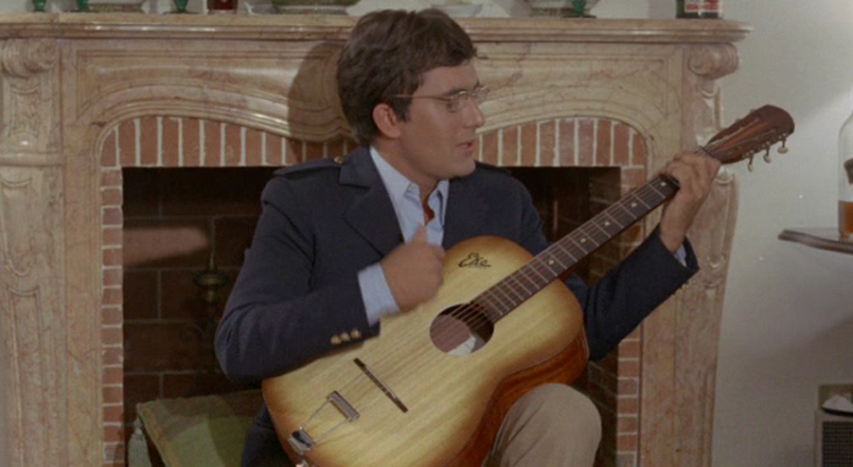
1967

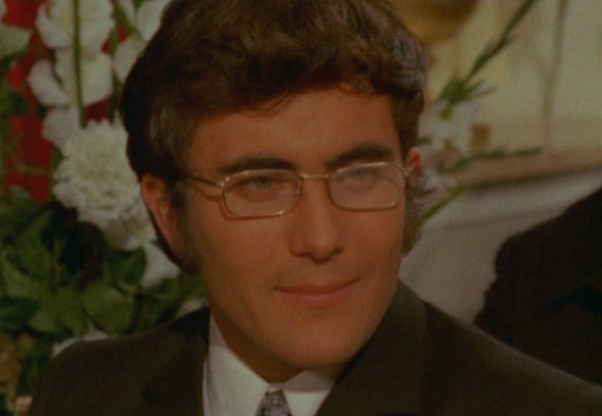
1970

В 1965 году Аль Бано принял участие в конкурсе «Новые голоса», организованном Адриано Челентано, и после победы в нём вошёл в «клан Челентано». В том же году выходит его первая пластинка La strada/Devo dirti di no («Дорога/Я должен сказать тебе нет») на звукозаписывающей фирме «Клан Челентано». Аль Бано начал выезжать в гастроли по стране с собственными песнями. С песней Devo dirti di no Аль Бано пытался попасть на конкурс «Сан-Ремо», но ему это не удалось.
В 1967 году к певцу пришла известность — песня Nel sole («На солнце») имела оглушительный успех, в том же году вышел и его первый альбом Nel sole.
В 1967 году был снят художественный фильм «Nel sole». На съёмках этого фильма Аль Бано познакомился с американской актрисой и начинающей певицей Роминой Пауэр, которая вместе с ним играла в фильме одну из главных ролей.
В 1967—1970 годах по мотивам музыки Аль Бано было создано 7 художественных музыкальных фильмов: Nel sole («На солнце», 1967), L’oro del mondo («Всё золото мира», 1968), Il suo nome è donna Rosa («Её зовут донна Роза», 1969), Pensando a te («Думая о тебе», 1969), Il ragazzo che sorride («Улыбающийся мальчик», 1969), Mezzanotte d’amore («Полночь любви», 1970), Angeli senza paradiso («Ангелы без рая», 1970), в которых Аль Бано и Ромина Пауэр сыграли главные роли (только в фильме Il ragazzo che sorride Ромину заменила другая актриса).
В 1968 году Аль Бано дебютирует в Сан-Ремо с песней La siepe («Изгородь»).
В 1970 году состоялась свадьба Аль Бано и Ромины Пауэр, а спустя 4 месяца появилась на свет их дочь Иления. Тогда же вышла первая совместная песня Аль Бано и Ромины Пауэр Storia di due innamorati («История двух влюблённых»).

### 1970-е годы

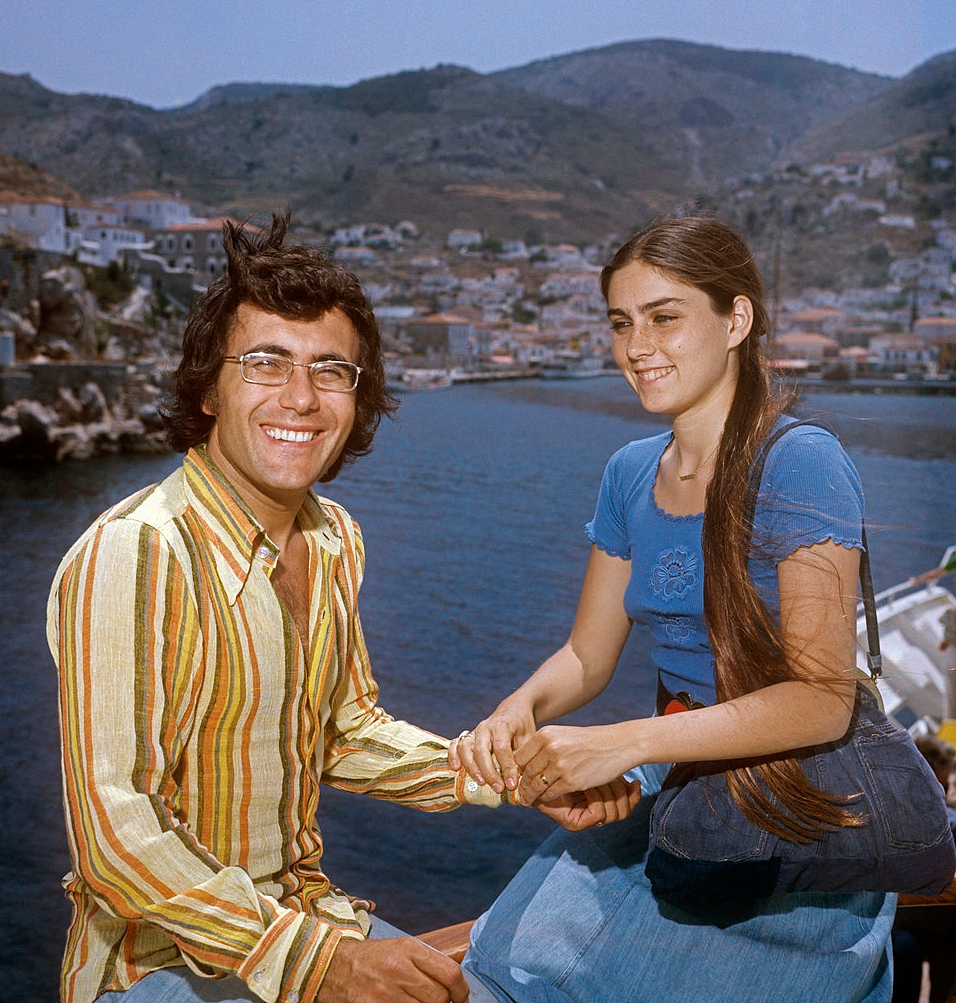
Аль Бано и Ромина Пауэр 1975

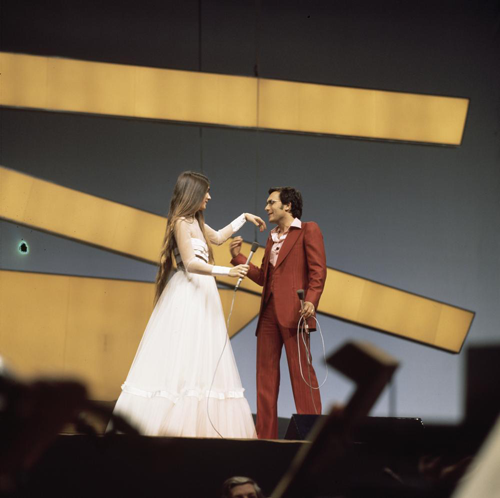
Аль Бано и Ромина Пауэр заняли 7-е место на конкурсе «Евровидение-1976»

В 1971 году Аль Бано второй раз участвует в Сан-Ремо с песней 13, storia d’oggi («13, сегодняшняя история»), но успеха опять не добивается.
В 1972 году у Аль Бано и Ромины Пауэр появляется на свет сын Яри.
В 1974 году выходит альбом Аль Бано Antologia («Антология») с классическими оперными ариями из опер Пуччини, Масканьи, Доницетти. Певец и раньше включал в свои альбомы одну-две классических песни, такие как 'O sole mio, Mattino, Anema e core или Core 'ngrato.
В 1975 году выходит первый совместный альбом Аль Бано и Ромины Пауэр Atto I («Акт первый»).
В 1976 году Аль Бано и Ромина Пауэр занимают 7-е место на конкурсе «Евровидение» с песней We’ll Live It All Again («Мы переживём всё это снова»; в итальянской версии — Noi lo rivivremo di nuovo).

### 1980-е годы
В 1981 году огромный интернациональный успех имеет песня Аль Бано и Ромины Пауэр Sharazan («Шаразан»).
В 1982 дуэт выступает в Сан-Ремо с их знаменитой песней Felicità («Счастье»), которая сделала их известными на весь мир. Песня заняла на конкурсе второе место после песни Риккардо Фольи Storie di tutti i giorni («Повседневные истории»), которая также стала визитной карточкой для этого певца. Также в этом году в национальном хит-параде одновременно присутствуют 4 песни дуэта: Sharazan, Aria pura, Felicità и Il ballo del qua qua, установив тем самым абсолютный рекорд.
Начиная с 1982 года альбомы дуэта начинают выходить и на испанском языке в Испании и Латинской Америке, где дуэт был очень популярен. Позже, в 1985 году, за этот альбом, проданный тиражом 6 000 000 экземпляров, они получат в Германии премию «Golden Europe».
В 1984 году Аль Бано и Ромина завоёвывают 1-е место в Сан-Ремо с песней Ci sarà («Так будет») и выпускают альбом «Effetto amore». Затем впервые посетили СССР, в Ленинграде записали музыкальный фильм Una magica notte bianca («Волшебная белая ночь») со своими лучшими песнями и выступали в Москве.
В 1985 году Аль Бано и Ромина участвуют в фестивале «Евровидение» с песней Magic oh Magic («Волшебство, о волшебство») и вновь занимают 7-е место, как и 9 лет назад. В этом же году появляется на свет их дочь Кристель.
В 1986 году они записывают самый успешный из своих альбомов — «Sempre Sempre». По количеству проданных копий альбом был продан даже больше чем альбом «Felicita» в 1982—1983 годах. Это пик популярности дуэта, серьёзно укреплённый в следующем году.
В 1987 году дуэт принимает участие в Сан-Ремо с песней Nostalgia canaglia («Проклятая тоска») и занимает 3-е место. В этом же году у них рождается дочь, которую отец назвал в честь матери и жены — Ромина Иоланда. Выходит альбом «Liberta`!». Альбом с одноимённой песней стал гимном революции в Румынии 1989 года.
В 1989 году новый альбом Fragile («Хрупкое») и вновь 3-е место в Сан-Ремо с песней Cara terra mia («Дорогая моя земля»). Больше призовых мест у дуэта не было, хотя они выступали в Сан-Ремо ещё раз в 1991 году с песней Oggi sposi («Сегодня супруги»). Английскую версию этой песни Just Married исполняла в Сан-Ремо-91 сестра Ромины Тарин Пауэр.

### 1990-е годы
В 1991 году выходит их первый официальный альбом лучших песен: в Италии — «Le più belle canzoni», в Германии — «Vincerai — Their Greatest Hits».
В 1993 году рождается альбом «Notte e giorno» (Ночь и день), который выходит также на испанском языке под названием «El tiempo de amarse».
В 1994 году в Новом Орлеане бесследно исчезла их старшая дочь Иления. Она остановилась во французском квартале в отеле LeDale Hotel со своим другом — уличным музыкантом. Позже его задержали, но за недостаточностью улик он был отпущен. По утверждению знакомых, он руководил сектой, которая исповедовала культ самоубийства. Ещё одной зацепкой служили показания охранника, что видел женщину, похожую по описанию на Илению, которая прыгнула в реку Миссисипи. Береговая охрана не нашла тела, которое, возможно, было унесено в море, поэтому до конца так и не было установлено, что это была она. После этого брак Аль Бано и Ромины дал трещину.
В 1995 году Аль Бано и Ромина записывают альбом «Emozionale» (Волнующий), а позже снимают его видеоверсию. Это последний полный альбом дуэта.
В 1996 году Аль Бано принимает участие в Сан-Ремо с автобиографической песней È la mia vita («Это моя жизнь») и занимает 7-е место.
В 1997 году Аль Бано снова участвует в Сан-Ремо с песней Verso il sole («К солнцу»). Тогда же он записывает альбом с классическими оперными ариями Concerto classico («Концерт классической музыки»). Среди его композиций — Il mio concerto per te («Мой концерт для тебя», на музыку 1-го концерта Чайковского), Anni («Годы», на музыку 7-й симфонии Бетховена), Va pensiero («Приходит мысль», музыка Верди из оперы «Набукко») и др.
В 1998 году продолжение «классической традиции» Аль Бано в альбоме Il nuovo concerto («Новый концерт»).
В 1999 году Аль Бано участвует в Сан-Ремо с композицией Ancora in volo («Снова в полёте») и занимает 6-е место. Тогда же происходит его официальный развод с Роминой Пауэр.

### 2000-е годы
В 2000 году Аль Бано и Монтсеррат Кабалье дают совместный концерт в Миланском соборе, который был издан на DVD в серии Jubilaeum collection.
В 2002 году Аль Бано записывает «классический» альбом Carrisi canta Caruso («Карризи поёт Карузо») с песнями из репертуара великого Энрико Карузо, в том числе одну «дуэтом» с Карузо.
В 2005 году Аль Бано выступил в Москве на концерте «Сан-Ремо в Кремле собирает друзей».
В 2006 году Аль Бано выпускает альбом Il mio Sanremo («Мой Сан-Ремо») с ремиксами на все свои песни, с которыми он принимал участие в Сан-Ремо, плюс песни Devo dirti di no («Я должен сказать тебе нет») и заканчивая Sei la mia luce («Ты мой свет»), которые не попали в Сан-Ремо в 1965 и 2006 годах соответственно.
В 2007 году Аль Бано вновь занимает второе место на фестивале в Сан-Ремо с песней, написанной сыном Яри и музыкальным проповедником Ренато Дзеро «Nel perdono» («В прощении»).
В 2009 году  Аль Бано выступил против пропаганды гомосексуализма сказав: «Я практикующий католик и я говорю гомосексуалам только следующее: я не люблю демонстрации гей-прайдов, где они маршируют не прикрываясь». По его мнению, гей-парады являются «демонстрацией Содома и Гоморры».
После развода с Роминой Пауэр жил в фактическом браке с телевизионной ведущей Лореданой Леччизо, в котором у них родились двое детей — дочь и сын.

### 2010-е годы
В октябре 2013 года, в Москве, впервые за многие годы, Аль Бано и Ромина Пауэр дали три совместных концерта с участием звёзд итальянской эстрады в Crocus City Hall, посвящённых 70-летию Аль Бано.
С 2014 года Аль Бано продолжает совместную концертную деятельность с Роминой Пауэр.

### 2020-е годы
В 2022 был внесён в избирательный список кандидатов в президенты Итальянской республики.

## Дискография

### Сольные альбомы
- 1967 — Nel Sole
- 1968 — Il Ragazzo Che Sorride
- 1969 — Pensando A Te
- 1970 — A Cavallo Di Due Stili
- 1972—1972
- 1973 — Su Cara Su Sonrisa
- 1974 — Antologia
- 1976 — Al Bano En Español
- 1976 — Si Tu No Estás
- 1978—1978 (ремейки первых сольных песен)
- 1997 — Concerto Classico
- 1998 — Il Nuovo Concerto
- 1999 — Volare
- 2001 — Canto Al Sole
- 2002 — Carrisi Canta Caruso
- 2003 — Buon Natale
- 2003 — Buon Natale (немецкая версия)
- 2004 — La Mia Italia
- 2005 — Ti Parlo Del Sud (Le radici del cielo — другое название того же альбома)
- 2006 — Il Mio Sanremo
- 2007 — Cercami Nel Cuore Della Gente
- 2009 — L’amore è sempre amore
- 2010 — The Great Italian Songbook
- 2011 — Amanda è libera
- 2012 — Canta Italia
- 2012 — Fratelli D’Italia
- 2013 — Canta Sanremo
- 2017 — Di rose e di spine

### Альбомы, записанные совместно с Роминой Пауэр

#### Итальянские альбомы
- 1975 — Atto I
- 1977 — «1978»
- 1979 — Aria Pura
- 1982 — Felicità (в Италии этот новый альбом, снова выходит под названием «Aria Pura», как и предыдущий 1979 года, но с совершенно иным содержанием и новой, оркестровой версией самой Aria Pura)
- 1982 — Che Angelo Sei
- 1984 — The Golden Orpheus Festival (live in Bulgaria, только в Болгарии)
- 1984 — Effetto Amore
- 1986 — Sempre Sempre
- 1987 — Libertà !
- 1988 — Fragile
- 1990 — Fotografia Di Un Momento
- 1990 — Weihnachten Bei Uns Zu Hause (немецкая версия)
- 1991 — Corriere Di Natale
- 1991 — Vincerai
- 1993 — Notte E Giorno
- 1995 — Emozionale
- 1996 — Ancora…Zugabe
- 2015 — The very best-live aus Verona (1 новая песня, 2 ранее опубликованные сольные песни, 3 ремейка и концертные версии хитов)
- 2017 — Magic reunion (live)
- 2020 — Raccogli l'attimo

#### Испанские альбомы
- 1979 — Momentos
- 1981 — Sharazan
- 1982 — Felicidad
- 1983 — Que Ángel Será
- 1986 — Siempre Siempre
- 1987 — Libertad
- 1989 — Fragile (Spanish)
- 1990 — Fotografía De Un Momento
- 1990 — Navidad Ha Llegado
- 1991 — Vencerás
- 1993 — El Tiempo De Amarse
- 1995 — Amor Sagrado
- 1997 — Grandes exitos (only in Spain)

Автором слов ко многим песням, исполняемым в дуэте с Роминой Пауэр, является Ромина Пауэр, а автором музыки — сам Альбано Карризи.